# 라이아 리스
라이아 리스(Lya Lys, 1908년 5월 18일 ~ 1986년 6월 2일)는 미국의 배우, 영화배우이다.
베를린에서 태어났으며 뉴포트비치에서 사망하였다. 사인은 심근 경색이다.

## 영화
- 나치 스파이의 고백 (1939년) - 에리카 울프 역
- 조지 화이트의 1935 스캔달 (1935년)
- 황금시대 (1930년)